# Лихачёв, Виктор Кириллович
Виктор Кириллович Лихачёв (1921—1982) — полковник Советской Армии (1965), участник Великой Отечественной войны, Герой Советского Союза (1945). Заслуженный военный лётчик СССР (17.08.1973).

## Биография
Виктор Лихачёв родился 26 сентября 1921 года на станции Сылва (ныне — посёлок в Пермском районе Пермского края). Окончил семь классов школы и три курса Пермского механического техникума, параллельно занимался в аэроклубе. В 1939 году был призван на службу в Рабоче-крестьянскую Красную Армию. В 1940 году окончил Пермскую военную авиационную школу пилотов. С декабря 1942 года — на фронтах Великой Отечественной войны.
К концу войны гвардии лейтенант Виктор Лихачёв командовал звеном 106-го гвардейского истребительного авиаполка 11-й гвардейской истребительной авиадивизии 2-го гвардейского штурмового авиакорпуса 2-й воздушной армии 1-го Украинского фронта. К тому времени он совершил 181 боевой вылет, принял участие в 15 воздушных боях, лично сбив 6 вражеских самолётов. Благодаря проведённым им воздушным разведкам был сорван план немецких войск в нанесении контрудара по советским частям на Сандомирском плацдарме и обеспечен контроль за окружённой группировкой немецких подразделений, пытавшейся прорваться в Чехословакию.
Указом Президиума Верховного Совета СССР от 27 июня 1945 года за «образцовое выполнение заданий командования и проявленные мужество и героизм в боях с немецкими захватчиками» гвардии лейтенант Виктор Лихачёв был удостоен высокого звания Героя Советского Союза с вручением ордена Ленина и медали «Золотая Звезда» за номером 7505.

Могила Лихачёва на Кунцевском кладбище Москвы.

После войны до октября 1949 года продолжал службу в ВВС командиром звена, заместителем командира и командиром авиаэскадрильи истребительного авиаполка (в Центральной группе войск; Австрия и Венгрия). В 1954 году окончил Военно-воздушную академию. В 1954—1959 — заместитель командира 515-го истребительного авиаполка (в Таврическом военном округе; город Николаев, Украина). В 1959—1961 — старший лётчик-инспектор отдела боевой подготовки 48-й воздушной армии (в Одесском военном округе), в 1961—1965 — старший лётчик-инспектор отдела боевой подготовки ВВС Южной группы войск (Венгрия). В 1965—1966 — начальник отдела Службы безопасности полётов ВВС. В 1966—1969 — старший лётчик-инспектор отдела боевой подготовки ВВС Московского военного округа, в 1969—1971 — начальник воздушно-огневой подготовки 36-й воздушной армии (в Южной группе войск; Венгрия). В феврале 1971 — апреле 1972 — заместитель командира советской авиационной группировки в Египте. В 1972—1975 — старший лётчик-инспектор отдела боевой подготовки ВВС Московского военного округа. С октября 1975 года полковник Лихачёв — в запасе.
Проживал в Москве, в 1976—1977 годах работал старшим инженером в административнохозяйственном управлении Министерства гражданской авиации СССР, в 1979—1980 годах — водителем в 19-м таксопарке. Умер 12 февраля 1982 года, похоронен на Кунцевском кладбище Москвы.
Был также награждён двумя орденами Красного Знамени (03.10.1944; 10.08.1967), двумя орденами Отечественной войны 1-й степени (06.03.1944; 8.03.1945), двумя орденами Красной Звезды (26.10.1955; 27.06.1972), орденом «За службу Родине в Вооружённых Силах СССР» 3-й степени (30.04.1975), рядом медалей.